# Nevado Anallajsi

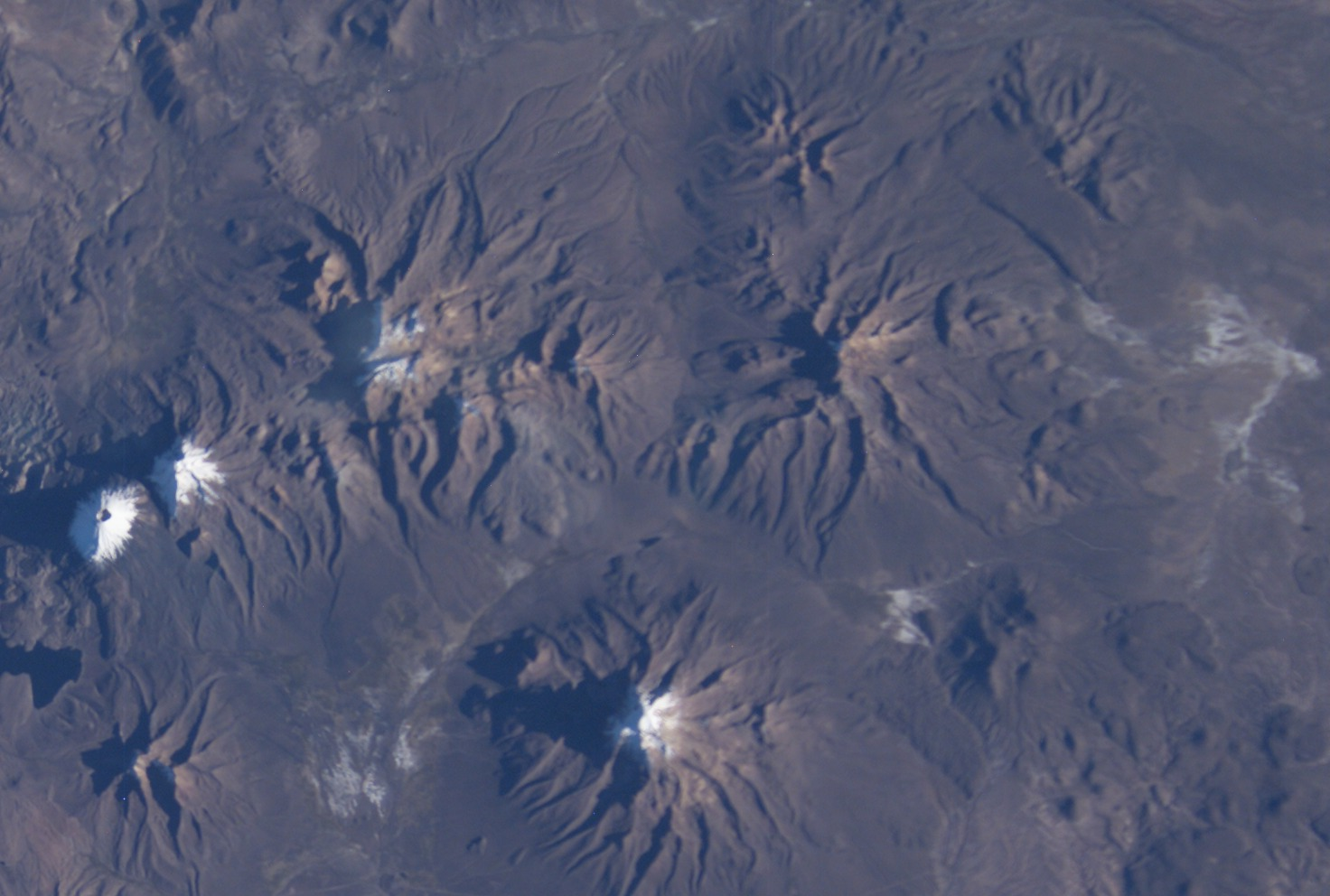
Nevado Anallajsi.

Nevado Anallajsi é um vulcão da Cordilheira dos Andes, localizado na Bolívia.